# Elecciones provinciales de Catamarca de 2003
Las elecciones generales de la provincia de Catamarca de 2003 tuvieron lugar el 24 de agosto del mencionado año con el objetivo de elegir al Gobernador y Vicegobernador, renovar 20 de las 41 bancas de la Cámara de Diputados y 8 de las 16 bancas del Senado Provincial
Luis Barrionuevo intentó postularse a gobernador pero no lo logró porque no había alcanzado la residencia mínima en la provincia. Finalmente fue su hermana Liliana Barrionuevo quien se presentó como candidata por el Partido Justicialista. Más tarde en ese día el Gobierno de Catamarca suspendió las elecciones.
Por este incidente estuvo cerca de perder su banca en el Senado. Días más tarde, en plena campaña, la entonces senadora Cristina Fernández de Kirchner opositora a Barrionuevo fue a la provincia y seguidores del sindicalista le tiraron huevos mientras hablaba en el escenario.
Las elecciones se realizaron el 24 de agosto, en donde Eduardo Brizuela del Moral ganó con cerca del 50% de los votos.

## Resultados

### Gobernador y Vicegobernador
| Fórmula                    | Fórmula               | Partido               | Partido                             | Votos   | %     |
| Gobernador                 | Vicegobernador        | Partido               | Partido                             | Votos   | %     |
| -------------------------- | --------------------- | --------------------- | ----------------------------------- | ------- | ----- |
| Eduardo Brizuela del Moral | Hernán Colombo        |                       | Frente Cívico y Social de Catamarca | 82.446  | 50,78 |
| Liliana Barrionuevo        | Oscar Vera            |                       | Frente Justicialista                | 72.302  | 43,47 |
| Rubén Manzi                | Selva Ceballos        |                       | Frente de la Gente                  | 3.510   | 2,16  |
| Ignacio Díaz Martínez      | Antonio Torrente      |                       | Partido Obrero                      | 1.501   | 0,92  |
| Jorge Perea                | Néstor Canclini       |                       | Izquierda Unida - Partido Comunista | 1.137   | 0,70  |
| Luis Olmos                 | Gabriela Liberti      |                       | Frente Federal                      | 931     | 0,57  |
| Bernarda Gil               | Hugo Acevedo          |                       | Partido Humanista                   | 543     | 0,33  |
| Votos positivos            | Votos positivos       | Votos positivos       | Votos positivos                     | 162.370 | 97,70 |
| Votos en blanco            | Votos en blanco       | Votos en blanco       | Votos en blanco                     | 2.860   | 1,72  |
| Votos nulos                | Votos nulos           | Votos nulos           | Votos nulos                         | 898     | 0,54  |
| Votos impugnados           | Votos impugnados      | Votos impugnados      | Votos impugnados                    | 61      | 0,04  |
| Participación              | Participación         | Participación         | Participación                       | 166.189 | 76,83 |
| Electores registrados      | Electores registrados | Electores registrados | Electores registrados               | 216.310 | 100   |
| Fuente:                    |                       |                       |                                     |         |       |

### Cámara de Diputados
| ← 2001 · Cámara de Diputados · 2005 → | ← 2001 · Cámara de Diputados · 2005 → | ← 2001 · Cámara de Diputados · 2005 → | ← 2001 · Cámara de Diputados · 2005 → | ← 2001 · Cámara de Diputados · 2005 → |
| Partido                               | Partido                               | Votos                                 | %                                     | Bancas                                |
| ------------------------------------- | ------------------------------------- | ------------------------------------- | ------------------------------------- | ------------------------------------- |
|                                       | Frente Cívico y Social de Catamarca   | 78.860                                | 50,03                                 | 11/20                                 |
|                                       | Frente Justicialista                  | 62.331                                | 39,54                                 | 9/20                                  |
|                                       | Frente de los Jubilados               | 4.962                                 | 3,15                                  |                                       |
|                                       | Frente de la Gente                    | 3.283                                 | 2,08                                  |                                       |
|                                       | Partido Obrero                        | 2.712                                 | 1,72                                  |                                       |
|                                       | Unificación Populista                 | 2.531                                 | 1,61                                  |                                       |
|                                       | Izquierda Unida - Partido Comunista   | 1.204                                 | 0,76                                  |                                       |
|                                       | Frente Federal                        | 1.034                                 | 0,66                                  |                                       |
|                                       | Partido Humanista                     | 566                                   | 0,36                                  |                                       |
|                                       | Partido Nacionalista Constitucional   | 146                                   | 0,09                                  |                                       |
| Votos positivos                       | Votos positivos                       | 157.629                               | 93,75                                 |                                       |
| Votos en blanco                       | Votos en blanco                       | 10.130                                | 6,02                                  |                                       |
| Votos nulos                           | Votos nulos                           | 386                                   | 0,23                                  |                                       |
| Votos impugnados                      | Votos impugnados                      | 1                                     | 0,00                                  |                                       |
| Participación                         | Participación                         | 168.146                               | 77,73                                 |                                       |
| Electores registrados                 | Electores registrados                 | 216.310                               | 100                                   |                                       |
| Fuente:                               |                                       |                                       |                                       |                                       |

### Cámara de Senadores
| ← 2001 · Cámara de Senadores · 2005 → | ← 2001 · Cámara de Senadores · 2005 → | ← 2001 · Cámara de Senadores · 2005 → | ← 2001 · Cámara de Senadores · 2005 → | ← 2001 · Cámara de Senadores · 2005 → |
| Partido                               | Partido                               | Votos                                 | %                                     | Bancas                                |
| ------------------------------------- | ------------------------------------- | ------------------------------------- | ------------------------------------- | ------------------------------------- |
|                                       | Frente Cívico y Social de Catamarca   | 53.084                                | 48,22                                 | 5/8                                   |
|                                       | Frente Justicialista                  | 47.875                                | 43,49                                 | 3/8                                   |
|                                       | Unión Cívica Radical                  | 3.871                                 | 3,52                                  |                                       |
|                                       | Frente de la Gente                    | 2.829                                 | 2,57                                  |                                       |
|                                       | Partido Obrero                        | 1.380                                 | 1,25                                  |                                       |
|                                       | Izquierda Unida - Partido Comunista   | 753                                   | 0,68                                  |                                       |
|                                       | Frente Federal                        | 173                                   | 0,16                                  |                                       |
|                                       | Partido Humanista                     | 95                                    | 0,09                                  |                                       |
|                                       | Unificación Populista                 | 31                                    | 0,03                                  |                                       |
|                                       | Partido Nacionalista Constitucional   | 3                                     | 0,00                                  |                                       |
| Votos positivos                       | Votos positivos                       | 110.094                               | 90,73                                 |                                       |
| Votos en blanco                       | Votos en blanco                       | 10.963                                | 9,04                                  |                                       |
| Votos nulos                           | Votos nulos                           | 280                                   | 0,23                                  |                                       |
| Votos impugnados                      | Votos impugnados                      | 1                                     | 0,00                                  |                                       |
| Participación                         | Participación                         | 121.338                               | 56,09                                 |                                       |
| Electores registrados                 | Electores registrados                 | 216.310                               | 100                                   |                                       |
| Fuente:                               |                                       |                                       |                                       |                                       |